# Nomada hungarica
Nomada hungarica är en biart som beskrevs av Dalla Torre och Heinrich Friese 1894. Nomada hungarica ingår i släktet gökbin, och familjen långtungebin. Inga underarter finns listade i Catalogue of Life.